# José de Calasanz Félix Santiago Vives y Tutó

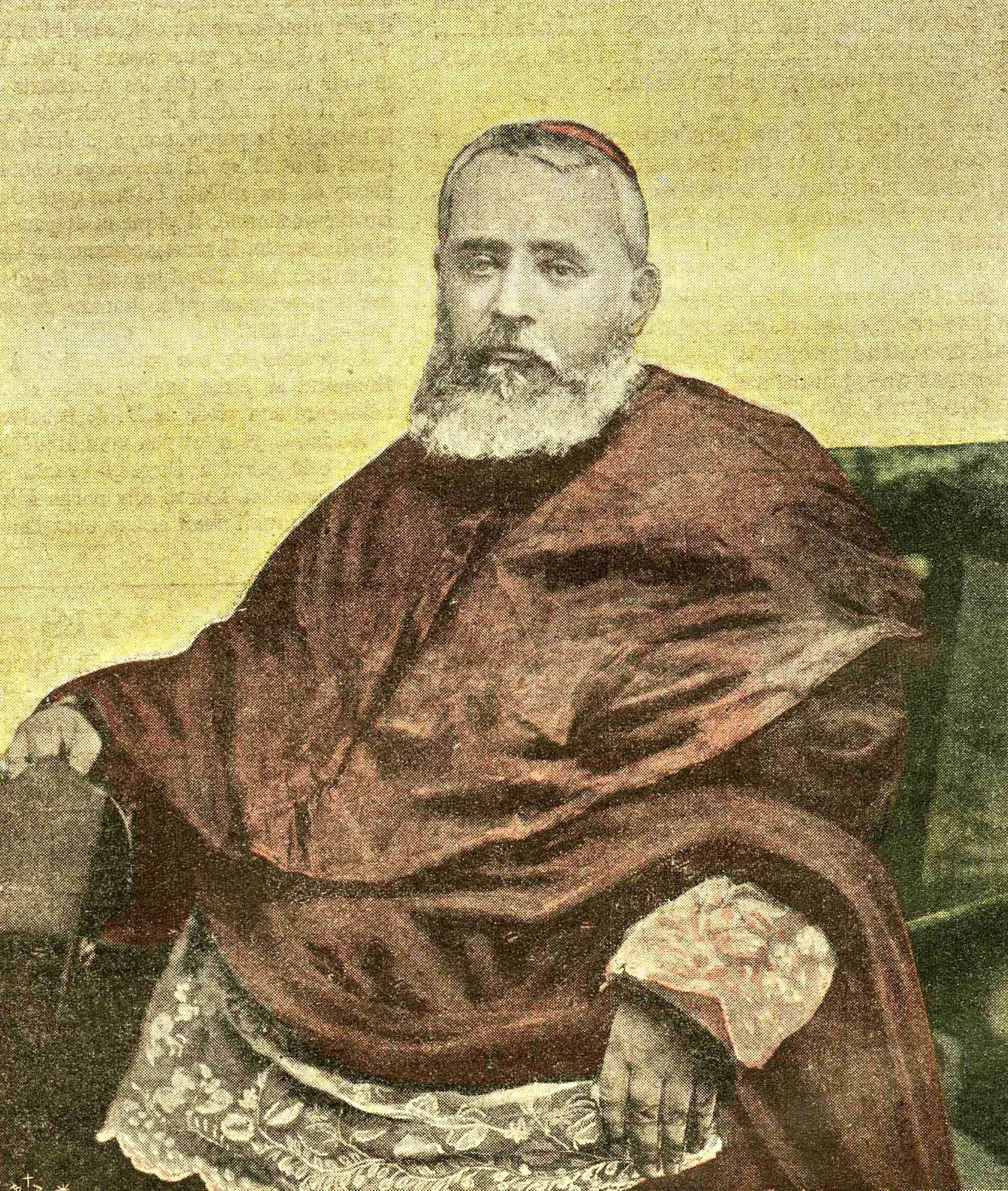
Kardinal Vives y Tutó in Cappa magna

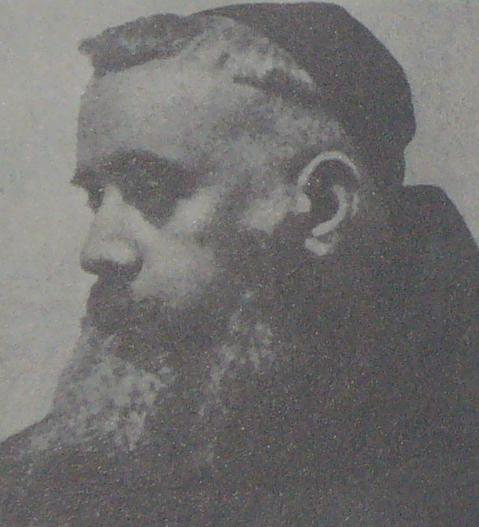
Pater José als Generalprokurator der Kapuziner in Kutte (Aufnahme vor 1893)

José de Calasanz Félix Santiago Kardinal Vives y Tutó OFMCap (* 15. Februar 1854 in Sant Andreu de Llavaneres; † 7. September 1913 in Monte Porzio Catone) war ein Kurienkardinal, der für seine konservative Haltung bekannt war, und ein Schriftsteller, der mehr als hundert Titel veröffentlichte.

## Leben
Der Sohn von José Vives and Catalina Tutó besuchte das Collegio Scholarium Piarum in Mataró. Er reiste nach Guatemala und studierte an der Santa Clara University in Kalifornien. Er trat am 11. Juli 1869 in den Orden der Kapuziner ein, legte die Profess am 12. Juli 1870 und die ewigen Gelübde am 14. Juli 1872 ab. Nach der liberalen Revolution musste er das Land 1872 verlassen und verbrachte mehrere Jahre in Toulouse. Julien-Florian-Félix Desprez, Erzbischof von Toulouse, spendete ihm am 26. Mai 1877 in Toulouse die Priesterweihe.
Von 1877 bis 1880 war er Rektor der Seraphischen Hochschule Perpignan, und von 1880 bis 1887 Rektor der Seraphischen Hochschule Igualada (Barcelona). Als Sekretär des Generalprokurators des Ordens ging er nach Rom, wo er zum Berater an das Tribunal der Inquisition und der Congregatio de Propaganda Fide bestellt wurde. Er war Mitglied der päpstlichen Kommission, die 1895–1896 die kanonische Gültigkeit der anglikanischen Weihen prüfte.
Papst Leo XIII. nahm ihn am 19. Juni 1899 als Kardinaldiakon in das Kardinalskollegium auf und am 22. Juni des gleichen Jahres erhielt er die Titeldiakonie Sant’Adriano al Foro. Er nahm am Konklave 1903 teil, in dem Pius X. gewählt wurde. Er war einflussreich und Beichtvater des neuen Papstes. 1908 wurde er zum Präfekten der Religiosenkongregation ernannt.
Nach seinem Tode kurz nach einer Blinddarmoperation wurde er auf dem Friedhof Campo Verano beigesetzt. Die sterblichen Überreste wurden am 2. März 2010 in die Pfarrkirche seiner Heimatstadt übertragen. Dort wurde auch ein Denkmal zu seinen Ehren aufgestellt.

## Trivia
- Kardinal Vives y Tutó kommt auch in Concilium, einem Roman von Francisco Asensi, vor. In dem Roman geht es darum, dass es angeblich einen Doppelgänger von Papst Leo XIII. gab und der Kardinal der engste Vertraute dieses Doppelgängers war.